# پیتر مارشال (شناگر)
پیتر مارشال (به انگلیسی: Peter Marshall) (زادهٔ ۹ مارس ۱۹۸۲) شناگر اهل ایالات متحده آمریکا است.